# Kłodawa (Lubusz)

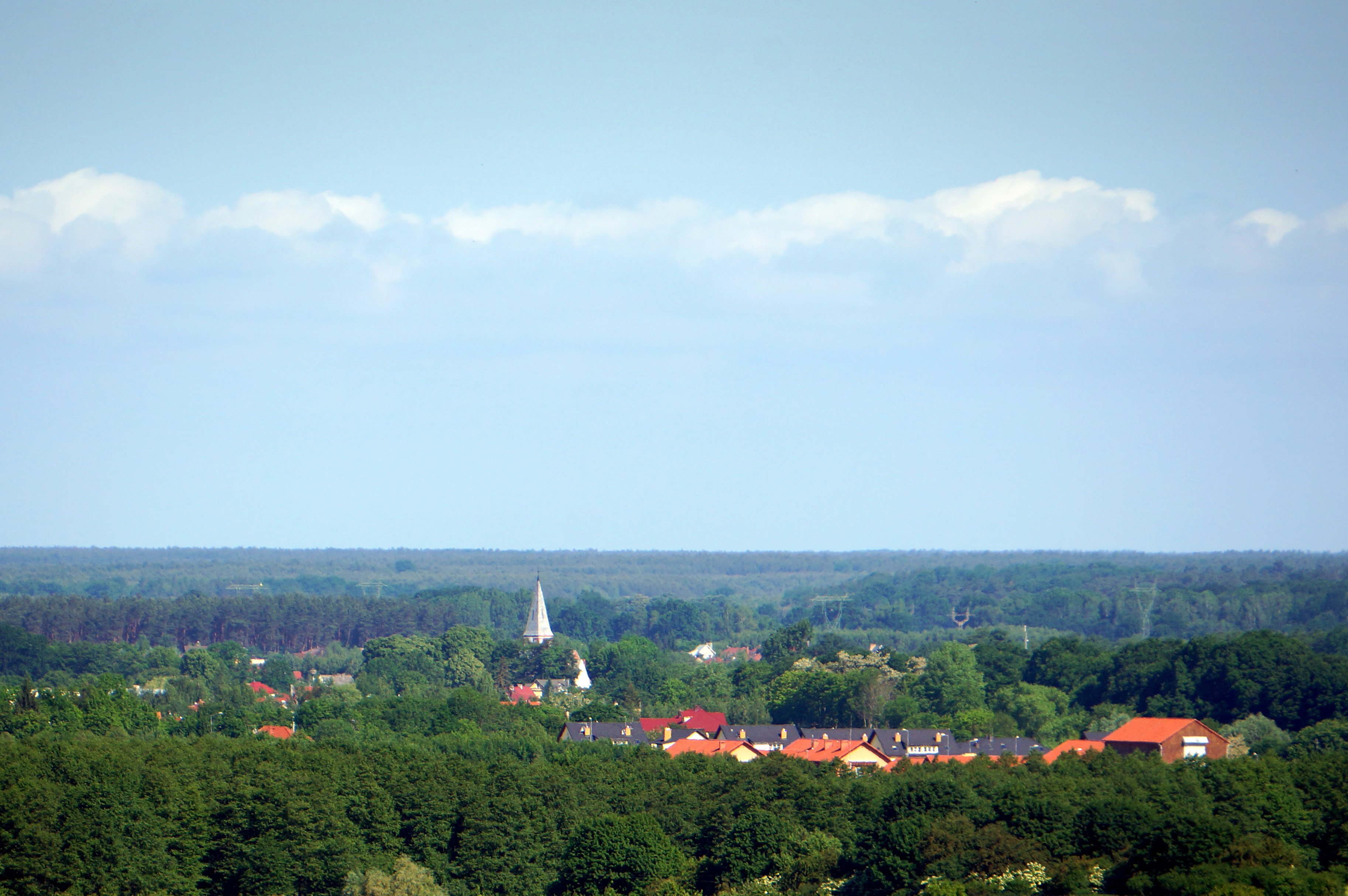

Kłodawa (in tedesco Kladow) è un comune rurale polacco del distretto di Gorzów, nel voivodato di Lubusz.
Ricopre una superficie di 234,83 km² e nel 2017 contava 8 506 abitanti.